# Шепелі
Шепелі́ — село Миргородського району Полтавської області. Населення станом на 2001 рік становило 24 особи. Входить до Великобагачанської селищної об'єднаної територіальної громади з адміністративним центром у смт Велика Багачка.

## Географія
Село Шепелі розміщене на правому березі річки Псел, вище за течією примикає село Довгалівка, нижче за течією примикає розташоване село Пилипенки. Поруч проходить автомобільна дорога Т 1719.
Віддаль до центру громади — 9 км. Найближча залізнична станція Гоголеве — за 27 км.

## Історія
Село Шепелі виникло на початку XX ст. як хутір Багачанської волості Миргородського повіту Полтавської губернії.
У 1912 році в хуторах Шепелів було 109 жителів.
У січні 1918 року в селі розпочалась радянська окупація.
Станом на 1 лютого 1925 року Шепелі входили до Довгалівської сільської ради Великобагачанського району Лубенської округи.
У 1932–1933 роках внаслідок Голодомору, проведеного радянським урядом, у селі загинуло 7 мешканців.
З 14 вересня 1941 по 22 вересня 1943 року Шепелі були окуповані німецько-фашистськими військами.
Село входило до Великобагачанської селищної ради Великобагачанського району.
12 жовтня 2016 року шляхом об'єднання Великобагачанської селищної ради та Багачанської Першої, Радивонівської, Степанівської, Якимівської сільських рад Великобагачанського району була утворена Великобагачанська селищна об'єднана територіальна громада з адміністративним центром у смт Велика Багачка.